# Günter Junghans
Günter Junghans (* 14. Juli 1941 in Leipzig; † 10. August 2014 bei Berlin) war ein deutscher Schauspieler.

## Leben
Günter Junghans wuchs als Sohn eines Handwerkers in Leipzig auf und absolvierte nach seinem Schulabschluss zunächst eine Ausbildung zum Maschinenschlosser. Sein Abitur holte er währenddessen an einer Abendschule nach.
Ab 1959 besuchte er die Hochschule für Film- und Fernsehen in Potsdam-Babelsberg, die er 1963 erfolgreich als Diplom-Schauspieler abschloss. Danach übernahm er zahlreiche Theater-, Film- und Fernsehrollen. In seiner rund fünfeinhalb Jahrzehnte lang andauernden Karriere als Schauspieler wirkte er in mehr als 170 Film-und-Fernsehproduktionen mit. Grandios war seine Darstellung des per Selbstkritik Karriere machenden Bürgermeisters Beutler in Fritz Marquardts Inszenierung Die Bauern (= Die Umsiedlerin oder Das Leben auf dem Lande) von Heiner Müller an der Volksbühne in Ost-Berlin (Premiere: 30. Mai 1976). Als Bühnendarsteller war er unter anderem auch am Hans Otto Theater in Potsdam als langjähriges Ensemblemitglied engagiert.
Im Jahr 1983 wurde er „für seine maßstabsetzenden künstlerischen Leistungen als Schauspieler“ mit dem Kunstpreis der DDR ausgezeichnet.
Im Jahr 2005 wurde er zum Botschafter für das Kinderhospiz Mitteldeutschland ernannt.
Günter Junghans war verheirateter Familienvater. Er starb am 10. August 2014 im Alter von 73 Jahren nach kurzer, schwerer Krankheit in einem Krankenhaus bei Berlin.

## Filmografie (Auswahl)
- 1961: Das Rabauken-Kabarett
- 1962: Die aus der 12b
- 1962: Ach, du fröhliche …
- 1963: An französischen Kaminen
- 1963: Verliebt und vorbestraft
- 1963: Julia lebt
- 1963: Geheimnis der 17
- 1964: Die Suche nach dem wunderbunten Vögelchen
- 1965: Engel im Fegefeuer
- 1965/1990: Wenn du groß bist, lieber Adam
- 1965: Die Abenteuer des Werner Holt
- 1965: Berlin um die Ecke
- 1965: Lots Weib
- 1966: Schwarze Panther
- 1967: Die gefrorenen Blitze
- 1967: Hochzeitsnacht im Regen
- 1967: Der Revolver des Corporals
- 1968: Die Toten bleiben jung
- 1968/1969: Krupp und Krause
- 1969: Sankt Urban
- 1969: Im Himmel ist doch Jahrmarkt
- 1970: Aus unserer Zeit (Episode 2)
- 1970: Netzwerk
- 1971: Hut ab, wenn du küsst!
- 1971: Rottenknechte (5-teiliger Fernsehfilm)
- 1971: Anflug Alpha 1
- 1971: Der Staatsanwalt hat das Wort – Anatomie eines Unfalls (Fernsehreihe)
- 1972: Trotz alledem!
- 1972: Die gestohlene Schlacht
- 1973: Der Staatsanwalt hat das Wort – Die Kraftprobe (Fernsehreihe)
- 1973: Eva und Adam (TV-Vierteiler)
- 1973: Unterm Birnbaum
- 1973: Der Wüstenkönig von Brandenburg
- 1974: Johannes Kepler
- 1975: Karlemanns Brücke (Fernsehfilm)
- 1975: Broddi (Fernsehen)
- 1975: Ikarus
- 1975: Die Wildente (Theateraufzeichnung)
- 1975: Eine Pyramide für mich
- 1976: Der Staatsanwalt hat das Wort – Felix kauft ein Pferd (Fernsehreihe)
- 1977: Ottokar der Weltverbesserer
- 1978: Polizeiruf 110 – Schuldig (Fernsehreihe)
- 1979: Zünd an, es kommt die Feuerwehr
- 1979: Lachtauben weinen nicht
- 1979: Der blaue Helm
- 1980: Polizeiruf 110 – Zeugen gesucht (Fernsehreihe)
- 1981: Polizeiruf 110 – Trüffeljagd (Fernsehreihe)
- 1981: Furcht und Elend des Dritten Reiches (Fernsehfilm)
- 1981/1988: Jadup und Boel
- 1982: Polizeiruf 110 – Schranken (Fernsehreihe)
- 1982: Die dicke Tilla
- 1982: Das Graupenschloss
- 1982: Der Biberpelz
- 1983: Martin Luther (Fernsehfilm)
- 1983: Der Aufenthalt
- 1983: Zauber um Zinnober (Fernsehfilm)
- 1983: Die lieben Luder (Fernsehfilm)
- 1986: Jorinde und Joringel
- 1986: Polizeiruf 110 – Gier (Fernsehreihe)
- 1986: Das Buschgespenst (Fernsehfilm)
- 1987: Bebel und Bismarck (Fernsehmehrteiler)
- 1987: Wie die Alten sungen…
- 1987: Einzug ins Paradies (Fernsehserie)
- 1987: Kindheit
- 1987: Vernehmung der Zeugen
- 1988: Polizeiruf 110 – Amoklauf (Fernsehreihe)
- 1988: Polizeiruf 110 – Der Kreuzworträtselfall (Fernsehreihe)
- 1988: Polizeiruf 110 – Flüssige Waffe (Fernsehreihe)
- 1992: Karl May (TV-Miniserie)
- 1992: Schtonk!
- 1993: Motzki – Die Beerdigung (Fernsehserie)
- 1993: Polizeiruf 110 – und tot bist du (Fernsehreihe)
- 1993: Tatort – Berlin – beste Lage (Fernsehreihe)
- 1993: Zirri – Das Wolkenschaf
- 1994: Tatort – Singvogel (Fernsehreihe)
- 1994: Polizeiruf 110 – Bullerjahn (Fernsehreihe)
- 1995: Polizeiruf 110 – Sieben Tage Freiheit (Fernsehreihe)
- 1995: Tatort – Bomben für Ehrlicher
- 1996: Praxis Bülowbogen – Auf der Kippe (Fernsehserie)
- 1998: Abgehauen
- 1999: Tatort – Blinde Kuriere (Fernsehreihe)
- 1999: Unser Charly – Überraschungen (Fernsehreihe)
- 1999: Lea Katz – Die Kriminalpsychologin: Einer von uns
- 1999/2005: Der Landarzt (Fernsehserie, 2 Episoden)
- 2000: Deutschlandspiel
- 2000: Ein starkes Team: Der Todfeind (Fernsehfilm)
- 2002–2013: SOKO Leipzig (Fernsehserie, 3 Episoden)
- 2003: Hunger auf Leben
- 2004: Tatort – Abseits (Fernsehreihe)
- 2006: Der Tote am Strand
- 2006: SOKO Wismar – Heimweh nach drüben (Fernsehserie)
- 2008: Tatort – Verdammt (Fernsehreihe)
- 2008: Tatort – Krumme Hunde (Fernsehreihe)
- 2009: Dasbloghaus.tv
- 2009: Polizeiruf 110 – Falscher Vater (Fernsehreihe)
- 2010, 2013: Weissensee (Fernsehserie, 3 Episoden)
- 2011: Tatort – Nasse Sachen (Fernsehreihe)
- 2011: Notruf Hafenkante – Die ganze Wahrheit (Fernsehserie)
- 2011: Kommissarin Lucas – Am Ende muss Glück sein
- 2012: Die Welt danach
- 2013: Die Kronzeugin – Mord in den Bergen
- 2014: Tatort – Türkischer Honig (Fernsehreihe)
- 2014: Auf der Straße
- 2014: Heiter bis tödlich: Alles Klara – Der letzte Stempel (Fernsehserie)
- 2015: Silvia S. – Blinde Wut (Fernsehfilm)

## Theater
- 1968: William Shakespeare: Die Komödie der Irrungen – Regie: Peter Kupke (Hans Otto Theater Potsdam)
- 1968: Friedrich Wolf: Die Matrosen von Cattaro (Toni Grabar) – Regie: Peter Kupke (Hans Otto Theater Potsdam)
- 1968: Karl Mickel: Nausikaa (Ausrufer) – Regie: Peter Kupke (Hans Otto Theater Potsdam)
- 1969: Klaus Wolf: Lagerfeuer (Poet Lukas) – Regie: Peter Kupke (Hans Otto Theater Potsdam)
- 1970: Walentin Katajew: Avantgarde (Flickschuster) – Regie: Fritz Marquardt (Volksbühne Berlin)
- 1971: Bertolt Brecht: Der gute Mensch von Sezuan (Polizist) – Regie: Benno Besson (Volksbühne Berlin)
- 1971: Heiner Müller: Weiberkomödie (Häcksel) – Regie: Fritz Marquardt (Volksbühne Berlin)
- 1974: Francisco Pereira da Silva: Speckhut (Erzähler) – Regie: Manfred Karge/Matthias Langhoff (Volksbühne Berlin)
- 1974: Kurt Bartsch: Der Bauch – Regie: Fritz Marquardt (Volksbühne Berlin)
- 1975: Carlo Gozzi: Das schöne grüne Vögelchen (Truffaldino) – Regie: Ernstgeorg Hering/Helmut Straßburger (Volksbühne Berlin)
- 1976: Heiner Müller: Die Bauern (Bürgermeister) – Regie: Fritz Marquardt (Volksbühne Berlin)
- 1979: Ferenc Molnár: Liliom (Liliom) – Regie: Brigitte Soubeyran/Irene Böhme (Volksbühne Berlin)
- 1980: Georg Kaiser: Von morgens bis mitternachts – Regie: Uta Birnbaum (Volksbühne Berlin)
- 1983: Heinrich von Kleist: Der zerbrochne Krug – Regie: Helmut Straßburger/Ernstgeorg Hering (Volksbühne Berlin)
- 1984: Gerhart Hauptmann: Schluck und Jau (Jau) – Regie: Siegfried Höchst/Gert Hof (Volksbühne Berlin)
- 1987: Alfred Döblin: Berlin Alexanderplatz (Biberkopf) – Regie: Ernstgeorg Hering/Helmut Straßburger (Volksbühne Berlin)
- 2008: Johann Wolfgang von Goethe: Faust. Eine Tragödie (Faust) – Regie: Uwe Eric Laufenberg (Hans Otto Theater Potsdam)

## Hörspiele (Auswahl)
- 1974: Volksbuch: Die Schildbürger (Minister, am Kaiserhof) – Regie: Andreas Scheinert (Kinderhörspiel – Litera)
- 1976: Alexei Tolstoi: Burattino (Harlekin) – Regie: Dieter Scharfenberg (Kinderhörspiel – Litera)
- 1977: Samuil Marschak: Das Katzenhaus (Baron von Hahn, ein Hahn) – Regie: Jürgen Schmidt (Kinderhörspiel – Litera)
- 1979: Helmut Bez: Spätvorstellung – Regie: Fritz Göhler (Kunstkopf-Version – Rundfunk der DDR)
- 1979: Brüder Grimm: König Drosselbart (Weinreich) – Regie: Heiner Möbius (Kinderhörspiel – Litera)
- 1980: Ottomar Lang: Wellermann machts möglich (Borchers) – Hans Knötzsch (Kriminalhörspiel/Kurzhörspiel – Rundfunk der DDR)
- 1980: Volksbuch: Fortunatus’ Glückssäckel oder die Kunst, reich zu sein (Sultan) – Regie: Andreas Scheinert (Hörspiel – Litera)
- 1981: Arne Leonhardt: Jazz am Grab (Fred) – Regie: Werner Grunow (Hörspielpreis der Kritiker für Autor und Regie 1982 – Rundfunk der DDR)
- 1983: Horst Ulbricht: Kinderlitzchen (Vater) – Regie: Peter Groeger (Hörspiel – Rundfunk der DDR)
- 1983: Sándor Sáfár/Zoltán Jékely: Wie der Zigeunerseppl ein Gauner wurde (Seppl) – Regie: Andreas Scheinert (Kinderhörspiel – Litera)
- 1985: Volksbuch: Till Eulenspiegels mehrsteils wohlige Nacht in der Herberg zu Kneiteln (Kaufmann) – Regie: Andreas Scheinert, Jürgen Schmidt (Hörspiel – Litera)
- 1987: Theodor Fontane: Frau Jenny Treibel (Otto) – Regie: Werner Grunow (Hörspiel – Rundfunk der DDR)
- 1996: Wolfgang Pönisch: Der Nächste bitte – Regie: Karlheinz Liefers (Hörspiel – Rundfunk Berlin-Brandenburg)
- 2008: Volkmar Röhrig: Schöne Aussicht – Regie: Götz Fritsch (ARD Radio Tatort – MDR Figaro)

## Auszeichnungen (Auswahl)
- 1981: II. Leistungsvergleich der Schauspiel- und Musikensembles der DDR: Sonderpreis für hervorragende Einzelleistung als Bolbig in Der Bau an der Volksbühne
- 1983: Kunstpreis der DDR (Für maßstabsetzende künstlerische Leistungen)